# Gustaf Ankarcrona (militär)
Sten Gustaf Sture Ankarcrona, född 4 februari 1937 i Boden, är en svensk militär.
Gustaf Ankarcrona är son till överste Sten-Sture Ankarcrona och Birgit Jungstedt. Han blev officer 1960, var anställd i arméstaben 1969–1975 och blev 1971 kapten vid Svea artilleriregemente. Ankarcrona blev major 1972, 1975 anställd vid Norrlands artilleriregemente och överstelöjtnant samt avdelningschef vid Nedre Norrlands militärområdesstab 1976. Han blev överstelöjtnant med särskild tjänsteställning och bataljonschef vid Norrlands artilleriregemente 1980, överste och chef för Artilleriskjutskolan 1982 samt blev försvarsattaché i Bonn 1984. Ankarcrona var chef för Norrlands artilleriregemente 1987–1992; därefter blev han 1992 överste av första graden och chef för Nedre norra arméfördelningen.